# Arachniodes webbiana
Arachniodes webbiana là một loài dương xỉ trong họ Dryopteridaceae. Loài này được A. Braun Schelpe mô tả khoa học đầu tiên năm 1967.